# Ellipsidion simulans
Ellipsidion simulans är en kackerlacksart som beskrevs av Morgan Hebard 1943. Ellipsidion simulans ingår i släktet Ellipsidion och familjen småkackerlackor. Inga underarter finns listade i Catalogue of Life.